# Camille Razat
Camille Emilie Razat (Saint-Jean, 1º marzo 1994) è una modella e attrice francese.
È conosciuta principalmente per aver interpretato Lea Morel nel dramma di France 2: Scomparsa, e per aver interpretato Camille nella serie televisiva Netflix: Emily in Paris.

## Biografia
Camille Razat è nata a Saint-Jean, nell'Alta Garonna e si è diplomata a Tolosa presso il Lycée Saint-Sernin.

## Filmografia

### Cinema
- La Dernière Virée, regia di Cyril Manzini - cortometraggio (2014)
- Rock'n Roll, regia di Guillaume Canet (2017)
- L'Eau dans les yeux, regia di Jeanne Sigwalt - cortometraggio (2017)
- Ami-ami, regia di Victor Saint Macary (2018)
- Ore 15:17 - Attacco al treno (The 15:17 to Paris), regia di Clint Eastwood (2018)
- Bug, regia di Cédric Prévost - cortometraggio (2018)
- L'Amour est une fête, regia di Cédric Anger (2018)
- Girls with Balls, regia di Olivier Afonso (2018)
- Caprice, regia di Lavinia Jullien - cortometraggio (2019)
- L'accusa (Les Choses humaines), regia di Yvan Attal (2021)
- Mastemah, regia di Didier D. Daarwin (2022)
- Waltzing with Brando, regia di Bill Fishman (2024)

### Televisione
- Scomparsa (Disparue) – miniserie TV (2015)
- Capitaine Marleau – serie TV, episodio 1x01 (2015)
- Diane de Poitiers – miniserie TV (2022)
- Emily in Paris – serie TV, 33 episodi (2020-2024)